# Nemanja Ilić
Nemanja Ilić (Belgrado, 11 de mayo de 1990) es un jugador de balonmano serbio que juega de extremo izquierdo en el Fenix Toulouse HB de la LNH. Es internacional con la Selección de balonmano de Serbia.

## Palmarés

### RK Partizan
- Liga de Serbia de balonmano (2): 2011, 2012
- Copa de Serbia de balonmano (2): 2012, 2013

### Barcelona
- Liga Asobal (1): 2019
- Copa Asobal (1): 2019
- Copa del Rey de balonmano (1): 2019

## Clubes
| Club                  | País    | Año         |
| --------------------- | ------- | ----------- |
| RK Partizan           | Serbia  | 2010 - 2013 |
| Fenix Toulouse HB     | Francia | 2013 - Act. |
| FC Barcelona (cedido) | España  | 2019        |